# Józef Puzyna (oficer)
Józef Wincenty Puzyna herbu Oginiec (ur. 19 marca 1793 w Gwoźdźcu, zm. 30 listopada 1862) – książę, oficer artylerii. 
W wieku 16 lat wstąpił do armii Księstwa Warszawskiego. Jako porucznik artylerii konnej wziął udział w wyprawie moskiewskiej w 1812 roku. Przed powstaniem listopadowym gospodarował w majątku Podhajczyki w obwodzie kołomyjskim. Na początku 1831 roku zgłosił się do wojska polskiego. Spotkawszy przypadkiem Józefa Dwernickiego, przyjął propozycję objęcia dowództwa tworzonej baterii artylerii konnej, z którą dołączył do korpusu 11 lutego. Dowodził artylerią we wszystkich walkach korpusu i wraz z nią przekroczył granicę Galicji. Uciekłszy z internowania, zameldował się w sierpniu w Warszawie. Do końca powstania pełnił służbę w Modlinie. Odznaczony złotym krzyżem Virtuti Militari (nr 687) i awansowany do stopnia kapitana. W 1833 roku wrócił do Galicji. Uczestnik wypadków Wiosny Ludów, członek Centralnej Rady Narodowej we Lwowie. 